# Kaufbeuren
Kaufbeuren är en kreisfri stad i Schwaben i förbundslandet Bayern i Tyskland. Den ligger vid floden Wertach, en biflod till Lech. Folkmängden uppgår till cirka 46 000 invånare.

## Historia
Kaufbeuren var fri riksstad år 1286–1803, och kom 1803 under Kungariket Bayern. Det var förr en ryktbar vallfartsort.

## Sport
Ishockeyklubben ESV Kaufbeuren är från staden. Juniorvärldsmästerskapet i ishockey 1992 spelades i Kaufbeuren och Füssen.

## Personligheter
Hans Magnus Enzensberger föddes i Kaufbeuren.